# Dargaard
I Dargaard sono un gruppo dark ambient/neoclassical austriaco, di Mistelbach, formatosi nel 1997 e composto dal tastierista Tharen e dalla sua compagna, la cantante Elisabeth Toriser.

## Storia del gruppo
Dargaard è un progetto creato da Tharen nel 1997, che riprese il nome dalla raccolta di romanzi fantasy Dragonlance: Dargaard Keep nel romanzo è una possente rocca inespugnabile che si erge sui Monti Dargaard. Tharen è membro attivo di numerosi gruppi quali Abigor, dove è tastierista, e Amestigon, entrambe Black metal band; suo è anche il progetto Dominion III, produzione di musica con influenze industriali. Dargaard nasce dall'esigenza di Tharen di esprimersi attraverso un genere di ispirazione più classica e ambient. Una Dark ambient dove vengono riunite le atmosfere black metal, quelle di musica medioevale, celtiche, folk e classica.
Elisabeth Toriser è stata cantante anche nei Dominion III ed ha partecipato anche al progetto Antichrisis.
Come loro stessi hanno affermato le loro maggiori influenze musicali derivano dal Black metal che influenza le atmosfere della loro musica.
La loro produzione musicale, composta interamente da suoni sintetizzati, è caratterizzata da una spiccata ambientazione dark, melodie dal sapore medievale e testi incentrati sul sogno, la fantasia e l'esistenzialismo. 
Attualmente hanno all'attivo quattro album full-length.

## Discografia
- 1998 - Eternity Rites
- 2000 - In Nomine Aeternitatis
- 2001 - Dissolution of Eternity
- 2004 - Rise and Fall